# Cecilie Pedersen (Fußballspielerin, 1990)
Cecilie Pedersen (* 14. September 1990 in Førde, Hordaland) ist eine ehemalige norwegische Fußballspielerin. Die Stürmerin spielte für den Erstligisten Avaldsnes IL und die norwegische Nationalmannschaft.

## Karriere

### Verein
Pedersen spielte zunächst beim SK Haugar in der 2. norwegischen Liga, wechselte aber 2009 zu Avaldsnes IL, wo sie bis auf das Jahr 2012, in dem sie für Lillestrøm SK Kvinner auflief, den Rest ihrer Laufbahn spielte.

### Nationalmannschaft
Pedersen überzeugte im April 2009 in einem Qualifikationsturnier der norwegischen U19-Auswahl zur Europameisterschaft, bei dem sie in drei Spielen fünf Tore erzielte. Daraufhin wurde sie in das norwegische Aufgebot für die Europameisterschaft 2009 in Finnland berufen. Am 19. August 2009 debütierte sie (noch vor der EM) in einem Spiel gegen Schweden in der norwegischen A-Nationalmannschaft.
Die Angriffsspielerin hatte mit der norwegischen Frauen Nationalmannschaft in Finnland bei der Fußball-Europameisterschaft der Frauen 2009 fünf Einsätze und erreichte mit ihrer Mannschaft das Halbfinale. Sie war mit zwei Toren die beste norwegische Torschützin. Besonders wichtig war ihr Tor im zweiten Gruppenspiel der Norweger gegen Island am 27. August 2009, bei dem sie kurz vor der Pause das einzige Tor der Partie erzielte und Norwegen damit vor dem vorzeitigen Ausscheiden in der Gruppenphase bewahrte.
Pedersen wurde 2011 auch in den Kader für die WM in Deutschland berufen. Norwegen hatte in der Vorrunde eine schwere Gruppe erwischt. Pedersen kam in allen drei Vorrundenspielen zum Einsatz, traf allerdings nicht. Norwegen schied nach Niederlagen gegen Brasilien und Australien aus.
Insgesamt spiele Pedersen 37-mal für die norwegische Frauennationalmannschaft und erzielte dabei 13 Tore.
Cecilie Pedersen beendete ihre Karriere aufgrund einer Verletzung am Ende der Saison 2019.